# Hoàng Việt (nhạc sĩ)
Lê Chí Trực (28 tháng 2 năm 1928 – 31 tháng 12 năm 1967), hay còn được biết đến rộng rãi với bút danh Hoàng Việt, là một nhạc sĩ người Việt Nam. Ông là một trong những nhạc sĩ đáng chú ý trong giai đoạn chiến tranh Việt Nam với nhiều tác phẩm nổi tiếng được sáng tác như "Tình ca", "Nhạc rừng", "Lên ngàn", "Lá xanh", "Quê hương".
Nhạc phẩm "Tình ca" do ông sáng tác năm 1957 đã ra đời trong những năm đầu Việt Nam bị chia cắt, là một trong ca khúc nổi tiếng nhất của ông, mở ra dòng ca khúc đấu tranh thống nhất đất nước trong lịch sử âm nhạc Việt Nam. Ngay sau khi ra đời, "Tình ca" đã được ca sĩ Quốc Hương thu thanh và phát trên sóng Đài Tiếng nói Việt Nam và gây được sự chú ý của thính giả trong và ngoài nước. Tuy nhiên, ca khúc đã bị một số quan chức văn hóa và cả một số văn nghệ sĩ phê phán, khiến cho ca khúc nhanh chóng bị cấm phát hành. 
Hoàng Việt còn là một trong những nhạc sĩ tiên phong trong sáng tác và phát triển nhạc giao hưởng tại Việt Nam. Tác phẩm sử thi đồ sộ "Quê hương" được ông sáng tác năm 1964 là tổ khúc giao hưởng bốn chương đầu tiên của nền âm nhạc hàn lâm Việt Nam. Năm 1966, Hoàng Việt cùng một số văn nghệ sĩ vào phục vụ chiến trường miền Nam. Ông qua đời ngày 31 tháng 12 năm 1967 tại quê ngoại của mình, tỉnh Tiền Giang sau khi tham gia chiến đấu trong chiến tranh Việt Nam.
Hoàng Việt được truy tặng Giải thưởng Hồ Chí Minh về Văn học nghệ thuật năm 1996. Ngày 22 tháng 11 năm 2011, ông được truy tặng danh hiệu Anh hùng Lực lượng vũ trang nhân dân cùng 4 nhạc sĩ đương thời nổi tiếng khác. Tuy cuộc đời và sự nghiệp nghệ thuật không kéo dài nhưng Hoàng Việt được nhiều nhạc sĩ, nghệ sĩ và khán giả nhận định ông đã để lại cho nền âm nhạc Việt Nam nhiều tác phẩm giá trị.

## Đầu đời
Hoàng Việt tên khai sinh là Lê Chí Trực. Ông sinh ngày 28 tháng 2 năm 1928 tại một nhà thương ở Chợ Lớn (nay thuộc Thành phố Hồ Chí Minh) theo lời kể của người cha tu hành. Quê cha của ông ở thị xã Bà Rịa (nay là thành phố Bà Rịa), tỉnh Bà Rịa – Vũng Tàu còn quê mẹ ở xã An Hữu, huyện Cái Bè, tỉnh Tiền Giang. Ông là con út nhưng cũng là con trai duy nhất trong gia đình với 5 người chị gái. Tuy mẹ qua đời sớm nhưng ông sống và trưởng thành ở quê mẹ Tiền Giang.
Hoàng Việt có năng khiếu âm nhạc bẩm sinh. Từ nhỏ, ông đã có niềm đam mê với âm nhạc, biết chơi nhiều loại nhạc cụ như mandolin, vĩ cầm, ghi-ta, accordeon. Niềm cảm hứng đưa ông vào con đường nghiên cứu và sáng tác âm nhạc được cho là Lê Minh nhạc đoàn và ABC nhạc đoàn.

## Sự nghiệp

### Những năm đầu
Từ những năm học trung học ở Sài Gòn, Hoàng Việt đã viết những ca khúc như "Chí cả", "Biệt đô thành" và "Tiếng còi trong sương đêm" với bút danh Lê Trực. Trong đó ca khúc theo điệu tango "Tiếng còi trong sương đêm" được người dân Sài Gòn và Nam Bộ yêu thích qua tiếng hát của Khánh Vân. Ngày 23 tháng 9 năm 1945 ở tuổi 17, Hoàng Việt tham gia công tác tại Ty Công an Bà Rịa. Thực dân Pháp lúc ấy đang chiếm đóng gần hết đất Bà Rịa, khiến ông phải chuyển về sống ở Sài Gòn. Vốn có năng khiếu bẩm sinh và lòng đam mê âm nhạc, ông tham gia hoạt động trong nhóm Thăng Long ở Sài Gòn. Đây là một nhóm trẻ yêu nước hoạt động bí mật, trong nhóm có một số thành viên am hiểu âm nhạc.
Cái tên Lê Trực khi ấy gây được tiếng vang một thời ở Sài Gòn. Khoảng cuối năm 1949, nhóm Thăng Long bị bại lộ nên các thành viên phải ly tán, được cho là để tránh “phòng nhì” đang truy tìm. Nhạc sĩ Hoàng Việt cùng vợ đang mang thai con trai đầu lòng đã chạy về An Hữu, Cái Bè và dự định vào khu giải phóng ở Đồng Tháp Mười. Khi vào vùng giải phóng thuộc địa phận Cái Bè, ông gặp ngay du kích xã. Ông tự xưng mình là nhạc sĩ Lê Trực. Người du kích xã đã ngay lập tức nói: “Lê Trực là nhạc sĩ lãng mạn, nhạc sĩ phản động ở Sài Gòn” và bắt ông giải về trại giáo hóa của huyện, sau đó được đưa về trại giáo hóa của tỉnh Mỹ Tho. Hai vợ chồng ông bị giam ở trại trong 3 tháng. Tổ quân nhạc Khu 8 khi ấy được thành lập. Hai vợ chồng ông được đưa bảo lãnh đưa về Tổ Quân nhạc (lúc đó đóng ở địa phận Thiên Hộ, Đồng Tháp Mười). Ông từng lấy bút danh trong khoảng thời gian này là "Hoàng Việt Hận". Mặc dù sống trong điều kiện gian nan tại trại giáo hóa nhưng Hoàng Việt vẫn sáng tác được một số bài hát trong đó có "Mong ngày về". Sau khi đã về Tổ Quân nhạc Khu 8, ông tiếp tục cho ra đời hàng loạt bài hát mới, trong đó có "Lá xanh". Năm 1948, bút danh bấy giờ của ông chỉ còn chữ "Hoàng Việt", còn chữ “Hận” đã được loại bỏ.

### Tham gia cách mạng và gây dựng sự nghiệp
Năm 1951, Hoàng Việt được điều lên chiến khu Miền Đông Nam Bộ. Ông tham gia Ban Tuyên truyền Phân liên khu, rồi nhập vào Đoàn Văn công Phân Liên khu miền Đông. Năm 1952, bài hát "Lên ngàn" được Hoàng Việt sáng tác sau trận lũ lụt, khi đó ông cùng nhà thơ Bảo Định Giang có dịp cùng đi công tác ở Đước Hòa Bình và nghe người dân nơi đây phản ánh cuộc sống nhiều vấn đề về nạn lụt cũng như tỏ ra bi quan trước tình hình khó khăn ngày càng chồng chất. Năm 1954, Hoàng Việt tập kết ra miền Bắc Việt Nam, để lại người vợ và ba đứa con ở miền Nam. Ngay khi tập kết ra Hà Nội, ca khúc "Mùa lúa chín" của ông nhận được giải thưởng "ca khúc toàn quốc". Năm 1957, sau hơn hai năm không liên lạc, Hoàng Việt nhận được thư vợ từ miền Nam gửi ra, lá thư đã phải di chuyển qua tận Pháp rồi mới về được Hà Nội để đến tay ông. Ông sáng tác bài hát "Tình ca" trong căn phòng nhỏ gác 2 ngôi nhà số 13 phố Cao Bá Quát, Hà Nội vào một đêm mùa xuân năm 1957 (đây là địa điểm của Trường Âm nhạc Việt Nam khi mới thành lập). Ông viết một mạch đến sáng thì hoàn thành. Nhạc phẩm "Tình ca" đã ra đời trong những năm đầu đất nước bị chia cắt, là một trong ca khúc nổi tiếng nhất của ông, mở ra dòng ca khúc đấu tranh thống nhất đất nước trong lịch sử âm nhạc Việt Nam. Ngay sau khi ra đời, "Tình ca" đã được ca sĩ Quốc Hương thu thanh và phát trên sóng Đài Tiếng nói Việt Nam và gây được sự chú ý của thính giả trong và ngoài nước.  Lúc đầu, Hoàng Việt không có ý sáng tác hai lời. Nhưng trước khi gửi đến Đài phát thanh Tiếng nói Việt Nam, ông được nhạc sĩ Lưu Hữu Phước khuyên viết thêm lời hai cho có "chất chính trị, tuyên truyền." Tuy vậy ca khúc đã bị một số quan chức văn hóa và cả một số văn nghệ sĩ phê phán là "bi lụy, yếu đuối" và lập tức bị cấm. "Tình ca" vì vậy bị xếp lại, đến sau 1967 mới dần dần được hát. Từ đó ông ngừng sáng tác trong một khoảng thời gian dài.
Khi ở miền Bắc xuất hiện thể loại nhạc tình ca (Romance) thì Hoàng Việt đã nổi lên bản "Tình ca" mà tới bây giờ, bài hát này vẫn được nhiều người thuộc lòng và yêu thích. Những bài hát Hoàng Việt viết trong thời kỳ chiến tranh Việt Nam ở Nam Bộ đều được phổ biến rộng khắp ở miền Nam. Sau năm 1954, nhũng bài hát kháng chiến của nhạc sĩ được phát hành rộng rãi và đến với mọi người qua làn sóng đài phát thanh và được đông đảo nhân dân Việt Nam đón nhận.

### Du học, trở về nước chiến đấu và tiếp tục sáng tác
Hoàng Việt bắt đầu những năm tháng học chính quy tại chuyên ngành sáng tác khóa đầu tiên với 15 học viên khác khi Trường âm nhạc Việt Nam (nay là Học viện Âm nhạc Quốc gia Việt Nam) thành lập năm 1956. Trong thời gian này, nhạc sĩ đã viết các nhạc phẩm gửi cho miền Nam như "Tìm em ở đâu", "Quê mẹ"... và tiểu phẩm "Nhớ quê hương" cho cello và piano. Năm 1958, Hoàng Việt được cử đi học tiếp tại Nhạc viện Quốc gia Sofia (Bulgaria). Tại đây, dưới sự giáo dưỡng trực tiếp của vị giáo sư âm nhạc Goléminiff, Hoàng Việt đã hoàn thành bản giảo hưởng "Quê hương" cung Đô trưởng, một trong những bản tổ khúc giao hưởng 4 chương đầu tiên của Việt Nam, cũng là tác phẩm lớn đầu tiên và cuối cùng của Hoàng Việt. Bản giao hưởng này đánh đã dấu được sự ra đời một thể loại lớn của nhạc bác học – hàn lâm Việt Nam và được thế giới thời bấy giờ chú ý. Trước đó, Việt Nam cũng đã có tác phẩm giao hưởng nhưng là giao hưởng thơ 1 chương hay Tổ khúc giao hưởng ngắn gọn.
Trở về Việt Nam năm 1964 với bằng tốt nghiệp hạng ưu, Hoàng Việt công tác tại Hội Nhạc sĩ Việt Nam. Năm 1965, sau khi trình diễn báo cáo bản giao hưởng của mình tại Nhà hát Lớn Hà Nội, ông xin được trở lại chiến trường miền Nam để tham gia chiến đấu và tiếp tục viết những bản giao hưởng khác.
Năm 1966, Hoàng Việt cùng một số văn nghệ sĩ (trong đó có Lưu Hữu Phước, Nguyễn Quang Sáng...) vào chiến trường Nam Bộ và làm việc tại Đoàn Văn công Quân giải phóng miền Nam. Thập niên 1960, nhiều nhạc sĩ đã vào chiến trường miền Nam để sáng tác âm nhạc bằng những bút danh mới. Đầu năm 1966, nhạc sĩ Hoàng Việt vượt Trường Sơn vào chiến trường miền Nam. Trong lá thư viết ngày 9 tháng 3 năm 1966 gửi về Hội Nhạc sĩ Việt Nam, ông thổ lộ: “Những đêm đi rừng từ 2 giờ khuya leo dốc băng rừng, đi suốt đêm 7 giờ tối hôm sau mới đến chỗ nghỉ, chân đau khập khiễng bước một mình theo sau đoàn, xa cả một, hai cây số […] Leo một bậc đá, chân đau buốt óc, nhói tim. Dốc cao, đường dài dằng dặc...” Tuy vậy, trên đường đi, ông vẫn tranh thủ phác thảo vở nhạc kịch "Bông Sen". Vào đến Căn cứ trung ương Cục miền Nam, Hoàng Việt lập tức sáng tác ca khúc "Bài ca thanh niên miền Nam thành đồng". Được phân công về miền Tây Nam bộ, ông đeo ba lô ra tiền tuyến. Cuối năm 1966, Hoàng Việt công tác ở chiến trường R với bút danh Lê Quỳnh. Những năm tháng ở Trường Sơn, dưới bút danh Lê Quỳnh, ông không ngừng viết "ký sự chiến trường" bằng ca khúc và đã hoàn thành vở nhạc kịch một màn "Bông sen". Từ cuối năm 1966 đến giữa năm 1967, ông đã hoàn thành 12 ca khúc và vở nhạc kịch "Bông sen" kể chuyện anh hùng liệt sĩ Nguyễn Văn Lịch với 102 trang phần đệm piano để gửi ra miền Bắc. Ông còn viết nhạc cho hai điệu múa của Văn công R, rồi chuyển tác phẩm "Bông sen" từ thể loại lớn opera thành một nhạc cảnh nhỏ để Văn công R có thể biểu diễn phục vụ tại chiến trường.

## Qua đời
Tháng 12 năm 1967, Hoàng Việt định vượt qua lộ 4, trở về sông Cửu Long để viết bản Giao hưởng số 2 của mình. Theo nhà báo Lê Hà viết trên báo Ấp Bắc phát hành ngày 27 tháng 12 năm 1967 có đoạn: “Bức thư Hoàng Việt viết cho tôi lần đó dày 52 trang có bản đề cương ba chương Giao hưởng số 2 anh đang tiếp tục xây dựng tiếp theo các phần đã khởi thảo ở Vác-na…”. Nhưng Hoàng Việt chưa kịp qua lộ 4, khi đó Mặt trận Dân tộc Giải phóng miền Nam Việt Nam bắn chiếc trực thăng của quân Mỹ, chiếc trực thăng sau đó bị bốc cháy và đâm đầu xuống kinh Á Rặt, làng Mỹ Thiện, gần hầm núp của Hoàng Việt. Một loạt máy bay trực thăng đã thay nhau thả hỏa tiễn. Nhiều hỏa tiễn đã nổ vào hầm núp của ông. Sau đó, dân làng đến hầm núp của ông nhưng đã không nhận ra được căn hầm, chỉ còn nhặt được một chùm tóc bạc, và chùm tóc bạc đó được cho là của Hoàng Việt. Hoàng Việt qua đời mà chưa kịp hoàn thành bản giao hưởng thứ hai mang tên "Cửu Long".
Đại tá, NSƯT, nhạc sĩ Vũ Thành kể lại: “Trong chuyến đi này, khi chia tay [...], anh ôm con và nói: Không biết sau này ba đón con hay con lại đón ba trở về. Sau trận đánh ác liệt hôm đó, thi hài nhạc sĩ cùng nhiều đồng đội khác đến nay vẫn chưa tìm thấy. Có nhân chứng kể lại, chỉ tìm thấy một chùm tóc bạc được cho là của nhạc sĩ Hoàng Việt sau trận oanh tạc dữ dội của máy bay Mỹ." Một thời gian sau qua đường giao liên, ca khúc "Đêm trăng qua đất Kiến Tường" được xem là tác phẩm cuối cùng của ông.

### Chôn cất và tưởng nhớ
Sau khi tìm được chùm tóc bạc, thi thể của ông được dân làng đưa về chôn cất ở sân chùa làng Mỹ Thiện. Sau ngày kết thúc chiến tranh, biết Hoàng Việt là một nhạc sĩ nổi tiếng và có công, tỉnh Tiền Giang đã đưa thi thể ông về nghĩa trang của tỉnh nhưng huyện Cái Bè mong muốn được giữ thi hài cố nhạc sĩ nằm lại tại đây.
Nhà thơ Bảo Định Giang từng bày tỏ sự tiếc thương Hoàng Việt: "Hoàng Việt mất, chẳng những đất nước mất một tài năng còn có ức bay cao, bay xa mà anh em đồng nghiệp còn mất một bạn đường rất quý." NSND Trần Hiếu khi nghe tin Hoàng Việt qua đời đã bày tỏ: "Với nền âm nhạc Việt Nam, đó cũng là một mất mát lớn." Năm 2007, Nhạc viện thành phố Hồ Chí Minh đã tổ chức buổi biểu diễn kỷ niệm 40 năm ngày mất của nhạc sĩ Hoàng Việt.

## Đời tư
Năm 1949, Hoàng Việt kết hôn với Lâm Thị Ngọc Hạnh tại Sài Gòn, người được cho là hình mẫu trong bài hát "Tình ca". Ông có tất cả bốn người con với bà Ngọc Hạnh. Con trai cả của ông là Lê Chí Dũng, một đạo diễn quay phim. Người con trai thứ hai là nhà văn Lê Hữu Dụng. Người con thứ ba là con gái tên Lê Thị Thanh Bình. Con trai út của ông là Lê Trùng Phùng (Lâm Lê Dũng) được sinh ra sau khi Hoàng Việt qua đời. Trong số cháu ngoại của Hoàng Việt, có một người được gia đình đặt tên là Nguyễn Thụy Tình Ca nhằm gợi nhớ tới nhạc sĩ.

## Phong cách sáng tác và nghệ thuật
Cuộc đời hoạt động nghệ thuật không kéo dài bao lâu nhưng Hoàng Việt đã để lại cho nền âm nhạc Việt Nam nhiều tác phẩm giá trị. Hoàng Việt sáng tác nhiều thể loại nhạc khác nhau. Ông là một trong số rất ít các nhạc sĩ Việt Nam thành công ở nhiều thể loại. Hoàng Việt thường không hát nhạc do mình sáng tác mà thường hát các tác phẩm của Văn Cao, Đỗ Nhuận, sau cùng mới hát bài của mình. Không chỉ dừng lại ở việc xây dựng hình tượng âm nhạc thông qua ngôn ngữ âm nhạc dân gian Nam Bộ, ông còn thành công trong việc sử dụng ngôn ngữ âm nhạc mới để thể hiện những điều muốn nói. Đối tượng sáng tác chính của Hoàng Việt vẫn là người chiến sĩ, nhưng Hoàng Việt cũng tự đề ra cho mình “hướng hoạt động của một nhạc sĩ bộ đội đã bắt sáng tác không ngừng cho yêu cầu các mặt”. Trên một tấm hình chụp bản thân từ Nhạc viện Quốc gia Sofia gửi về bạn bè ở Hà Nội năm 1960, nhạc sĩ đã ghi: “Cho đến chết mới hết sáng tác cho đời”. Những sáng tác của ông được nhìn chung là "những giai điệu trong sáng, lạc quan, sôi nổi, trữ tình và sâu lắng".
Nhà văn Nguyễn Quang Sáng đã chia quá trình sáng tác của nhạc sĩ Hoàng Việt làm 3 giai đoạn: trước ngày tham gia kháng chiến; trong kháng chiến chống Pháp từ 1948–1954. Riêng giai đoạn thứ ba có 3 thời kỳ: Ở Hà Nội (1954–1958), học ở Nhạc viện Sofia và khi từ Hà Nội trở về chiến trường miền Nam. Trong 3 giai đoạn với những sự biến chuyển thời cuộc khác nhau, ông cho biết "giai đoạn nào nhạc sĩ Hoàng Việt cũng có những ca khúc đầy ấn tượng, dù năm tháng trôi qua, tên anh và lời ca của anh vẫn đọng trong lòng người”. Nhạc sĩ Nguyễn Thụy Kha cho biết khi tập kết ở Hà Nội, ông được mến mộ vì "có cái riêng thực sự của mình."
Trong lá thư gửi cho nhạc sĩ Đỗ Nhuận, tổng thư ký Hội Nhạc sĩ Việt Nam vào tháng 5 năm 1967, Hoàng Việt nói rằng dù rất tích cực sáng tác phục vụ kịp thời nhưng ông vẫn không quên dồn tâm sức sáng tác những tác phẩm lớn góp phần đánh dấu giai đoạn tiến triển mới của âm nhạc cách mạng miền Nam. Hoàng Việt còn bày tỏ với nhạc sĩ Đỗ Nhuận khát vọng đưa âm nhạc cách mạng thâm nhập sâu vào đời sống tinh thần của người dân miền Nam.

### Mối quan hệ với những nghệ sĩ, nhạc sĩ khác
Trong suốt sự nghiệp hoạt động nghệ thuật và cách mạng, Hoàng Việt từng xây dựng nhiều mối quan hệ hợp tác về âm nhạc với những nghệ sĩ, nhạc sĩ và nhà văn đương thời. Cuối năm 1948, nhạc sĩ Hoàng Việt nhập ngũ vào Tổ quân nhạc khu 8 hoạt động ở Đồng Tháp Mười, cũng là lúc nhạc sĩ Nguyễn Văn Nam được gặp và làm quen với Hoàng Việt. Hoàng Việt rất quan tâm đến Nguyễn Văn Nam và thường thân ái gọi ông là bé Năm. Nhạc sĩ Nguyễn Văn Nam đã coi Hoàng Việt không chỉ là người anh đồng đội, đồng nghiệp mà xem ông là một "người nhạc sĩ tài hoa". Quốc Hương cũng được coi là người "có duyên nợ" với Hoàng Việt khi ông là người đầu tiên thể hiện thành công ca khúc "Tình ca", cũng là ca khúc gắn liền với tên tuổi của Quốc Hương. Hoàng Việt và nhà văn Nguyễn Quang Sáng cũng có với nhau một mối quan hệ bạn bè thân thiết. Mùa đông năm 1955, Hoàng Việt từng ghé thăm một căn phòng của Nguyễn Quang Sáng trong ngõ đường Lý Thường Kiệt, Hà Nội để hỏi mượn áo đi dự hội nghị âm nhạc ở nhà hát thành phố. Trong những ngày học ở Bulgaria, Hoàng Việt từng viết một bức thư dài gửi Nguyễn Quang Sáng về bản giao hưởng "Quê hương", sau đó Nguyễn Quang Sáng cũng được dự buổi công diễn đầu tiên của bản giao hưởng năm 1965 tại Nhà hát lớn Hà Nội. Khi Hoàng Việt trở lại Nam Bộ và bằng kiến thức âm nhạc ông tu nghiệp được ở Bulgaria, ông đã trợ giúp nhạc sĩ Xuân Hồng nắm chắc kiến thức về phức điệu âm nhạc để Xuân Hồng sáng tác “Tiếng chày trên sóc Bom Bo”.
Thời điểm tập kết ra Bắc để học tại trường Âm nhạc Việt Nam, Hoàng Việt và nhạc sĩ Huy Thục từng ở chung một phòng trong căn nhà mới ở số 13 phố Cao Bá Quát, Hà Nội, là nơi ông sáng tác bài "Tình ca". Trong thời gian hoạt động Cách mạng, Hoàng Việt cũng thiết lập được mối quan hệ với nhạc sĩ Phạm Minh Tuấn. Hoàng Việt đã dạy Phạm Minh Tuấn chuyên môn, giúp sửa chữa, chỉnh sửa nhiều bài hát của các nhạc sĩ từ các chiến trường gửi về để sau đó Nguyễn Tấn Thi và Phạm Minh Tuấn dịch mật mã chuyển qua Thông tấn xã Giải phóng gửi ra Hà Nội đến nhà thơ Bảo Định Giang, từ đó các tác phẩm văn học nghệ thuật miền Nam được công bố ra trong và ngoài nước Việt Nam.

### Đánh giá chung
Nhiều nhạc sĩ và nhà nghiên cứu âm nhạc tại Việt Nam như Ca Lê Thuần, Quang Hải hay Xuân Hồng, Nguyễn Thụy Kha... đã nhận xét Hoàng Việt là người đặt nền móng cho tình ca cách mạng và cũng là người đặt nền móng cho nhạc giao hưởng Việt Nam, là những nền tảng cốt lõi góp phần xây dựng cho âm nhạc Việt Nam hiện đại. Một số ca khúc của ông cũng được nhận xét là "những ca khúc tình cảm, có nội tâm cao."
Trong hoàn cảnh gian nan của cuộc chiến tranh, âm nhạc của ông sáng tác cũng được cho là "có một sự vui tươi, nhẹ nhàng đến lãng mạn được thể hiện ở từng ca khúc". Chất chiến đấu và trữ tình trong âm nhạc của Hoàng Việt cũng được cho là kết hợp với nhau "như một hợp kim vừa đẹp, vừa bền". Nhà lý luận phê bình Phùng Văn Khai ở tạp chí Văn nghệ quân đội cho biết: "Bài Tình ca được Hoàng Việt sáng tác tại nhà số 4 Lý Nam Đế là cái nôi cho ra đời nhiều tác phẩm nổi tiếng của các văn nghệ sĩ quân đội một thời." NSND Trần Hiếu đã nhận định "Hoàng Việt là một trong những nhạc sĩ mang được lại những gì đẹp nhất của âm nhạc mang lại cho cuộc đời".
Báo chí Việt Nam nhận xét các sáng tác của Hoàng Việt thường mang âm hưởng cách mạng, đồng thời cho rằng tên tuổi cùng các tác phẩm mà ông sáng tác mang đậm dấu ấn trong lòng công chúng.

## Vinh danh
Hoàng Việt được Nhà nước Việt Nam truy tặng Giải thưởng Hồ Chí Minh về Văn học nghệ thuật đợt I vào năm 1996. Vào năm 2010, Hội Âm nhạc thành phố Hồ Chí Minh đã tổ chức hội thảo nhằm lập hồ sơ đề nghị Chủ tịch nước truy tặng danh hiệu Anh hùng Lực lượng Vũ trang nhân dân cho Hoàng Việt. Vào ngày 22 tháng 11 năm 2011, ông là một trong 5 nhạc sĩ đầu tiên của âm nhạc Việt Nam (cùng với Văn Cao, Lưu Hữu Phước, Đỗ Nhuận, Nguyễn Xuân Khoát) được Chủ tịch nước Việt Nam Trương Tấn Sang ký quyết định truy tặng danh hiệu Anh hùng Lực lượng vũ trang nhân dân.
Năm 1985, một con đường ở Thành phố Hồ Chí Minh và một rạp hát ở An Hữu, Cái Bè mang tên Hoàng Việt. Một trường tiểu học khác cũng ở Thành phố Hồ Chí Minh được đặt tên là Lê Trí Trực, tên khai sinh của ông. Hoàng Việt cũng từng được nhắc tới trong sách giáo khoa Âm nhạc & Mĩ thuật Việt Nam lớp 7 năm 2011, cụ thể là tiểu sử về cuộc đời của ông và bài hát "Nhạc rừng". Hãng phim Thời sự Tài liệu Việt Nam cũng đã hoàn thành và cho ra mắt khán giả bộ phim tài liệu video về nhạc sĩ Hoàng Việt với tiêu đề "Hoàng Việt – tình ca Việt Nam".

## Tranh cãi
Ca khúc đầu tay của Hoàng Việt tuy được người dân Sài Gòn và Nam bộ yêu mến nhưng vẫn bị cho là có ca từ và giai điệu "ủ ê". Nhưng theo NSƯT Minh Trị thì hình tượng "Tiếng còi trong sương đêm" là hình bóng của Việt Minh, một đoàn "hùng binh âm thầm xông lướt trong đêm". Bài hát "Tình ca" do Hoàng Việt đã từng có thời gian bị gắn nhãn là "tiểu tư sản" và bị cấm. Sau khi nhạc sĩ qua đời và với ảnh hưởng của sự cởi mở trong thời kỳ mới, ca khúc đã được cho phép phát hành trở lại.

### Ca khúc "Tình ca 2"
Sau khi Hoàng Việt qua đời, vợ ông là bà Ngọc Hạnh vẫn lưu giữ tất cả những gì ông gửi về từ Bulgaria một cách cẩn thận và không cho phép bất kỳ người nào tiếp cận đến chúng. Chính vì vậy mà tất cả bốn người con của ông bà đều không hề biết trong tủ còn có nhiều tác phẩm của Hoàng Việt chưa từng được công bố. Vào năm 2006, bà Ngọc Hạnh chợt nhớ là còn lưu giữ một số bản nhạc của ông gửi về khi xưa. Trong số các bản nhạc này có bài "Tình ca 2". Sau đó, tác phẩm được xuất bản sau gần 50 năm bị lãng quên, và Việt Hoàn là người đầu tiên thu âm, phát hành ca khúc này ở Việt Nam. Tuy nhiên theo báo Dân trí, ca khúc "Vẳng từ quê mẹ" cũng được coi như bản "Tình ca 2" vì theo tờ báo này tiết lộ, nhạc sĩ nghĩ ca khúc này không phù hợp với giai đoạn thời kỳ đó nên ông đã không công bố cho bạn bè và công chúng, cho đến khi có một người đi mua hoa vô tình thấy tờ giấy gói hoa là bản nhạc này nên đã gửi về Đài Tiếng nói Việt Nam.

## Danh sách tác phẩm

### Bút danh Lê Trực
Các tác phẩm sau đây sáng tác từ năm 1944–1946:
- "Chí cả"
- "Tiếng còi trong sương đêm"
- "Biệt đô thành"
- "Gió hờn"
- "Lời chinh phụ"
- "Đêm tàn trên bãi chiến"
- "Chim lạc đàn"
- "Nghệ sĩ vô danh"
- "Tàn một mùa thu"
- "Một thời gian sau"
- "Lưu luyến"
- "Tiếng hát ngày xuân"
- "Bài hát ngày xưa"
- "Chim lồng"

### Bút danh Hoàng Việt
Các tác phẩm sau đây sáng tác từ năm 1948–1965:
- "Về đi anh"
- "Sở Thượng giang"
- "Mong Bác vô thăm"
- "Trường Quân chính Khu 8"
- "Ca mừng xuân"
- "Giờ đã đến"
- "Ngày 9-1"
- "Chiến dịch xuân"
- "Lá xanh"
- "Lên ngàn"
- "Nhạc rừng"
- "Mùa lúa chín"
- "Lực lượng ta hùng mạnh"
- "Tìm em ở đâu"
- "Nhớ quê hương"
- "Tình ca"
- "Tình ca 2"[14]
- "Quê mẹ"
- "Tình em"
- "Quê hương"
- "Giết giặc Mỹ cứu nước"

### Bút danh Lê Quỳnh
Các tác phẩm sau đây sáng tác từ năm 1966–1967:
- "Bài ca thanh niên miền Nam thành đồng"
- "Tuyến lửa Đông Xuân 66-67"
- "Gửi anh cao xạ pháo Hà Nội"
- "Bản đàn xuân chọn bốn âm thanh"
- "Bông sen"
- "Đêm trăng trên đất Kiến Tường"